# Zellabstammung

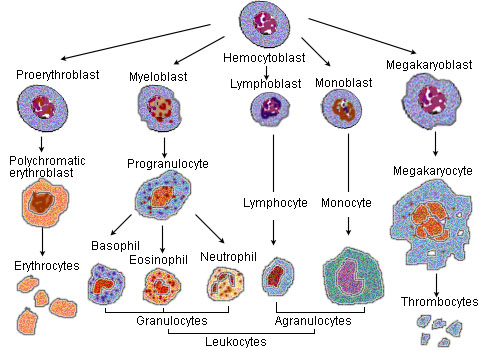
Zellabstammung von Blutzellen (Hämatopoese)

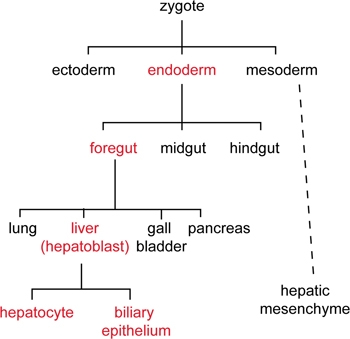
Zellabstammung von Leberzellen

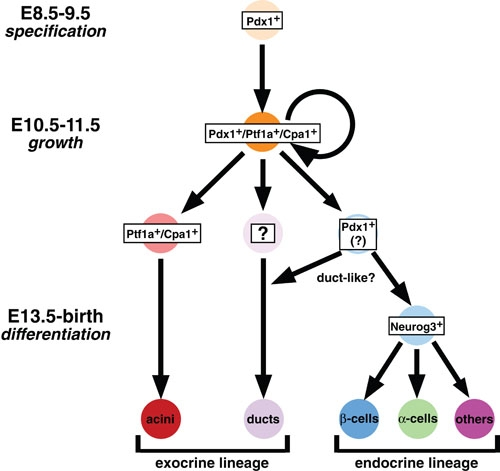
Zellabstammung von Pankreaszellen der Maus

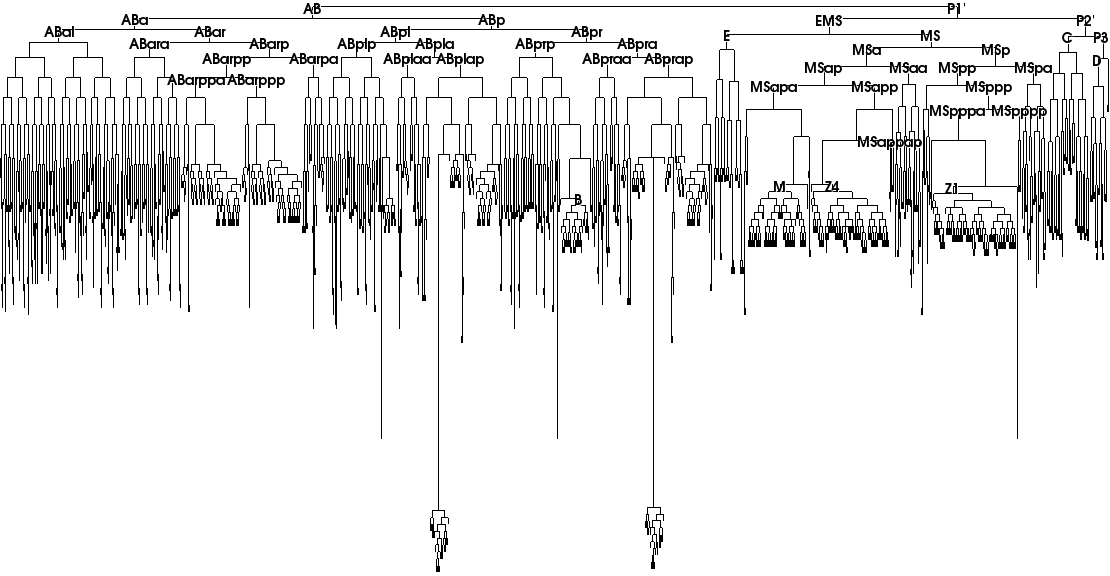
Vollständige Zellabstammung von C. elegans

Die Zellabstammung bezeichnet die Entwicklungsgeschichte einer Zelle in einem Gewebe oder Organ vom Embryo an. Dabei differenzieren embryonale Stammzellen zu spezialisierten Zellen. Die graphische Darstellung der Zellabstammung wird als Zellstammbaum bezeichnet.

## Eigenschaften
Die jeweilige Zellabstammung entsteht aufgrund der spatiotemporalen Genexpression. Eutele Lebewesen besitzen eine festgelegte Anzahl und Entwicklungsschritten von Zellen, z. B. beim Fadenwurm Caenorhabditis elegans (1031 im männlichen Fadenwurm bzw. nach Apoptose 959 Zellen im hermaphroditischen Fadenwurm). Für die vollständige Beschreibung der Zellabstammung von C. elegans erhielt John Sulston 2002 den Nobelpreis für Physiologie oder Medizin.

### Menschen
Beim Menschen können aus einer befruchteten Eizelle oder aus einer totipotenten Stammzelle mindestens 210 Zelltypen entstehen. Die Anzahl der Zellen je Zelltyp ist individuell variabel.

## Methoden
Die Zellabstammung kann z. B. durch eine klonale Analyse oder durch mikroskopische Beobachtung ermittelt werden, teilweise auch in Verbindung mit einer Immunfärbung oder als Einzelzellanalyse. Durch Konfokalmikroskopie können Gewebe mit etwas größerer Schichtdicke untersucht werden.

## Geschichte
Ab dem Jahr 1870 wurden erstmals die Muster der Zellteilungen und die Spezialisierung der Zellen in Nematoden und Ascidien durch Charles Otis Whitman beschrieben. Er beobachtete, dass in diesen Organismen das Muster und die Spezialisierung individuell invariabel sind. In anderen Organismen sind die Anzahl der Zellen und ihre Entwicklung nicht so sehr festgelegt, vermutlich aufgrund äußerer Einflüsse.